# Habitatges la Vinya
L'edifici d'habitatges al carrer de Sant Jordi, 9 és una obra de Barcelona inclosa a l'Inventari del Patrimoni Arquitectònic de Catalunya.

## Descripció
Les característiques del projecte del bloc d'habitatges La Vinya venen donades per la voluntat de mantenir el pressupost inicial de l'obra. L'estructura d'habitatge es repeteix en tot l'immoble tot variant els acabaments i les cantonades entre els dos blocs. La finestra que dona al carrer sí que manté sempre la mateixa morfologia: mur portant de maó que descarrega de forma piramidal. Per la part interior, el mur de la finestra està pintat d'un color viu i amb una protecció metàl·lica del mateix color. El resultat presenta una façana llisa però enriquida per aquest element decoratiu. La planta baixa s'obre amb un porxo de formigó que presenta voltes d'aresta rebaixades i simplificades als perfils lineals.
La particularitat es déu a l'adopció d'un motiu tan peculiar per a les finestres. Presenta reminiscències de l'arc ogival propi del gòtic català. Tal com va passar en els edificis de Meridiana, projectats per l'estudi MBM uns anys abans, la reducció de les formes ajuda a que les estridències visibles siguin simplement les instal·lacions penjants i els aparells d'aires condicionats. Alhora, la repetició a la façana esdevé una de les seves principals virtuts.

## Història
Lluís Nadal va treballar àmpliament en la construcció d'habitatges. Els exemples que presenta són rics en solucions i variacions sobre les seves pròpies tipologies. La construcció de l'obra que ens ocupa va venir motivada pel boom migratori dels anys seixanta, que havia colonitzat el barri del Polvorí, al vessant sud-oest de la muntanya de Montjuïc de Barcelona.
La repetició de la façana i l'essencialitat dels elements constructius fa que l'edifici d'habitatges aguanti molt bé el pas del temps. El propi arquitecte, a la revista Quaderns, se sorprenia del bon envelliment de l'edifici.